# Elly Appel

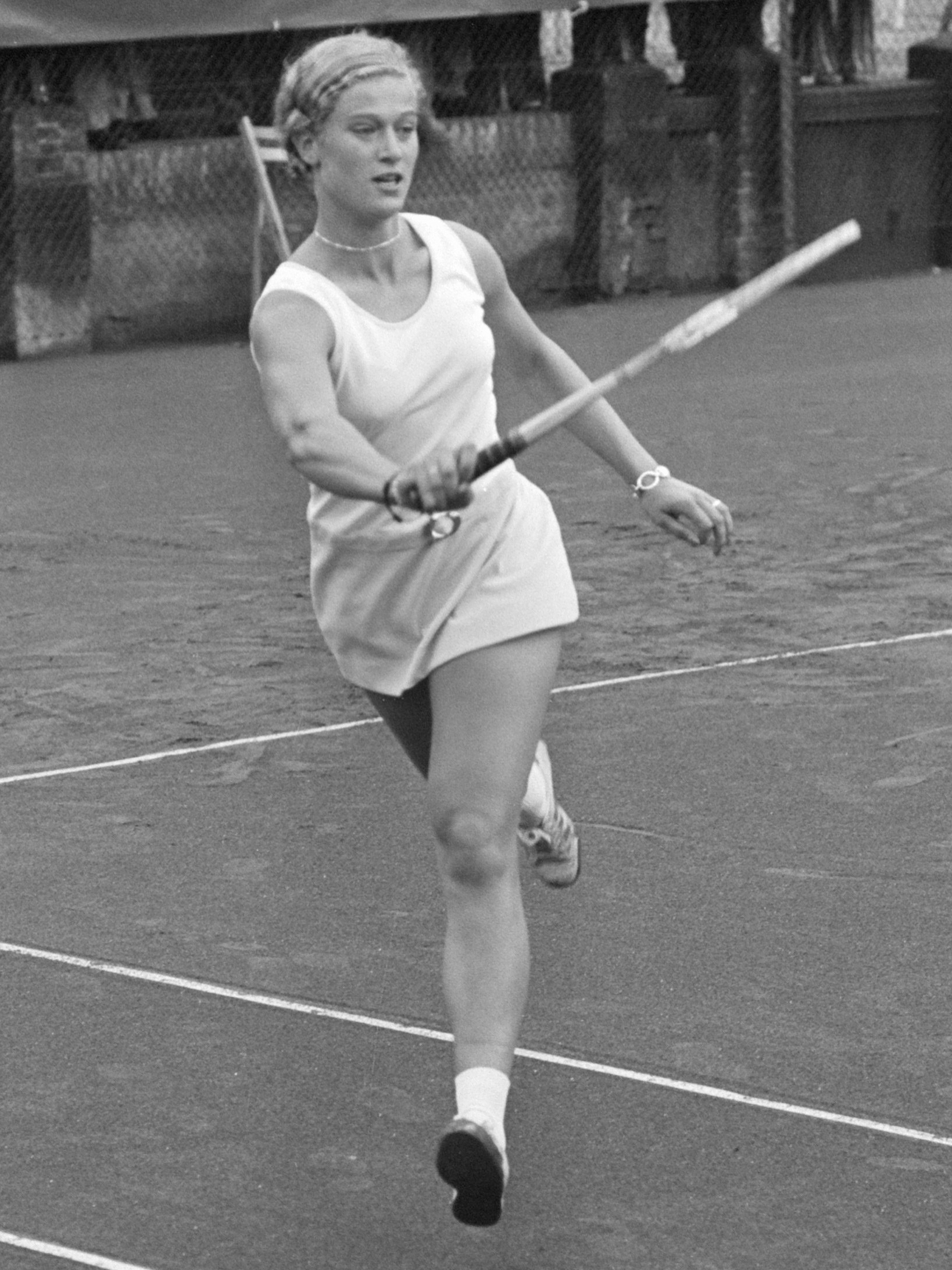
Internationale tenniskampioenschappen 't Melkhuisje (17 juli 1974)

Elisabeth (Elly) Appel (Beverwijk, 27 juli 1952 – Charlottesville, 16 juli 2022), tijdens haar huwelijk bekend als Elly Vessies, was een tennisspeelster uit Nederland. 

## Carrière
In 1970 stond ze in de finale van een jeugdtennistoernooi in Amsterdam. In 1972 verloor ze finale van het Nederlands kampioenschap van Betty Stöve. In 1973 was ze nummer 3 in de  nationale ranglijst achter Marijke Schaar en Tine Zwaan (Betty Stöve telde niet mee, want tenniste te weinig in Nederland). Op Wimbledon ging ze in 1974 in de eerste ronde onderuit tegen Mimmi Wikstedt (3-6, 6-4, 4-6). In 1975 trouwde de slagersdochter met Jaap Vessies, waardoor ze als internationaal tennisspeelster voornamelijk bekend werd als Elly Vessies-Appel. In 1975 bereikte zij op Roland Garros de derde ronde. In de eerste ronde versloeg zij Paulina Peisachov, daarna won zij van Julie Anthony. In de derde ronde verloor zij van de Amerikaanse Janet Newberry. Het jaar erna won zij op Roland Garros de eerste ronde van Kathleen Harter maar in de tweede ronde werd zij uitgeschakeld door de Australische Wendy Turnbull. In het vrouwendubbelspel bereikte zij met de Roemeense Virginia Ruzici de kwartfinale. In 1976 speelde zij ook op Wimbledon, maar in de eerste ronde verloor zij van de Australische Evonne Cawley. In 1977 verloor zij pas in de tweede ronde, ditmaal van de veertienjarige Tracy Austin uit Californië. Dit is de jongste speelster die ooit op Wimbledon heeft gespeeld.
Vessies won in 1977 en 1978 het Nationaal Kampioenschap in Scheveningen.
In 1978 won Vessies het WTA-toernooi van Båstad – in de finale won zij van de Duitse Sylvia Hanika. In 1979 speelde zij in het dubbelspel in Kitzbühel, weer samen met Ruzici, in de finale tegen de Deense Helena Anliot en de Australische Dianne Evers. Zij verloren met 0–6 en 4–6.
Zij speelde dertig keer voor het Nederlandse Fed Cup-team, waarbij zij 17 keer won en 13 keer verloor.
In 1986 deed ze nog mee met het Amsterdams kampioenschap maar verloor van de toen vijftienjarige Brenda Schultz, die het toernooi won van Titia Wilmink.
In  1993 was ze tijdens een toernooi in Sheffield de coach van de Nederlandse vrouwen Stephanie Rottier, Petra Kamstra en Kristie Boogert. Ze was destijds ook tennislerares bij Maccabi Amsterdam.
Ze moest in de Nederlandse tenniswereld opboksen tegen Betty Stöve, zei ze later. Zelf zag ze een voorbeeld in de eerder genoemde Evonne Goolagong. Later gaf ze toe, dat ze wat mentale weerbaarheid betreft tekort had geschoten, ze was voorts een te groot liefhebber van het tennissen. Ze was in haar hoogtijdagen 32e in de wereldranglijst.
Ook in de 21e eeuw was ze met sport bezig – samen met levenspartner Michele Madison spande zij zich in voor een hockeyclub in Charlottesville, Virginia.

## Resultaten grandslamtoernooien
| Legenda | Legenda                          |
| ------- | -------------------------------- |
| g.t.    | geen toernooi gehouden           |
| l.c.    | lagere categorie                 |
| –       | niet deelgenomen                 |
| G       | uitgeschakeld in de groepsfase   |
| 1R      | uitgeschakeld in de eerste ronde |
| 2R      | uitgeschakeld in de tweede ronde |
| 3R      | uitgeschakeld in de derde ronde  |
| 4R      | uitgeschakeld in de vierde ronde |
| KF      | uitgeschakeld in de kwartfinale  |
| HF      | uitgeschakeld in de halve finale |
| F       | de finale verloren               |
| W       | het toernooi gewonnen            |
| w-v     | winst/verlies-balans             |

### Enkelspel
| Toernooi        | 1974 | 1975 | 1976 | 1977 | 1977 | 1978 | 1979 |    | 1981 | 1982 |
| --------------- | ---- | ---- | ---- | ---- | ---- | ---- | ---- | -- | ---- | ---- |
| Australian Open | –    | –    | –    | –    | –    | –    | –    | –  | –    |      |
| Roland Garros   | –    | 3R   | 2R   | –    | –    | –    | 2R   | 2R | 1R   |      |
| Wimbledon       | 1R   | 2R   | 1R   | 2R   | 2R   | –    | 1R   | 1R | –    |      |
| US Open         | –    | –    | 3R   | –    | –    | 2R   | 1R   | 2R | –    |      |

### Vrouwendubbelspel
| Toernooi        | 1974 | 1975 | 1976 | 1977 | 1977 | 1978 | 1979 |    | 1981 |
| --------------- | ---- | ---- | ---- | ---- | ---- | ---- | ---- | -- | ---- |
| Australian Open | –    | –    | –    | –    | –    | –    | –    | –  |      |
| Roland Garros   | –    | 1R   | KF   | –    | –    | –    | 1R   | 1R |      |
| Wimbledon       | 2R   | 1R   | 2R   | 2R   | 2R   | 2R   | 2R   | –  |      |
| US Open         | 2R   | –    | –    | –    | –    | –    | –    | 1R |      |

### Gemengd dubbelspel
| Toernooi        | 1973 | 1974 | 1975 | 1976 |
| --------------- | ---- | ---- | ---- | ---- |
| Australian Open | –    | –    | –    | –    |
| Roland Garros   | –    | –    | 2R   | 1R   |
| Wimbledon       | 2R   | 2R   | –    | –    |
| US Open         | –    | –    | –    | –    |